# Amore al quadrato: Ricominciamo
Amore al quadrato: Ricominciamo (in polacco Milosc do kwadratu jeszcze raz) è un film del 2023 diretto da Filip Zylber.
È il sequel del film del 2021 Amore al quadrato.

## Trama
La relazione tra Monika e Stefan continua e viene messa alla prova quando un lavoro si mette in mezzo fra loro e la loro vita insieme.

## Distribuzione
Il film è stato distribuito sulla piattaforma Netflix a partire dal 13 febbraio 2023.

## Sequel
Il film ha avuto un seguito nel 2023, dal titolo Amore al quadrato: Per sempre.